# Danh sách tiểu hành tinh: 22701–22800
| Tên                  | Tên đầu tiên | Ngày phát hiện       | Nơi phát hiện                      | Người phát hiện                                  |
| -------------------- | ------------ | -------------------- | ---------------------------------- | ------------------------------------------------ |
| 22701 Cyannaskye     | 1998 RO38    | 14 tháng 9 năm 1998  | Socorro                            | LINEAR                                           |
| 22702 -              | 1998 RO40    | 14 tháng 9 năm 1998  | Socorro                            | LINEAR                                           |
| 22703 -              | 1998 RO44    | 14 tháng 9 năm 1998  | Socorro                            | LINEAR                                           |
| 22704 -              | 1998 RZ52    | 14 tháng 9 năm 1998  | Socorro                            | LINEAR                                           |
| 22705 Erinedwards    | 1998 RF53    | 14 tháng 9 năm 1998  | Socorro                            | LINEAR                                           |
| 22706 Ganguly        | 1998 RT56    | 14 tháng 9 năm 1998  | Socorro                            | LINEAR                                           |
| 22707 Jackgrundy     | 1998 RN62    | 14 tháng 9 năm 1998  | Socorro                            | LINEAR                                           |
| 22708 -              | 1998 RK66    | 14 tháng 9 năm 1998  | Socorro                            | LINEAR                                           |
| 22709 -              | 1998 RR73    | 14 tháng 9 năm 1998  | Socorro                            | LINEAR                                           |
| 22710 -              | 1998 RF75    | 14 tháng 9 năm 1998  | Socorro                            | LINEAR                                           |
| 22711 -              | 1998 RZ75    | 14 tháng 9 năm 1998  | Socorro                            | LINEAR                                           |
| 22712 -              | 1998 RF78    | 14 tháng 9 năm 1998  | Socorro                            | LINEAR                                           |
| 22713 -              | 1998 RK79    | 14 tháng 9 năm 1998  | Socorro                            | LINEAR                                           |
| 22714 -              | 1998 SR2     | 18 tháng 9 năm 1998  | Catalina                           | CSS                                              |
| 22715 -              | 1998 SQ6     | 20 tháng 9 năm 1998  | Kitt Peak                          | Spacewatch                                       |
| 22716 -              | 1998 SV9     | 16 tháng 9 năm 1998  | Đài thiên văn Zvjezdarnica Višnjan | Đài thiên văn Zvjezdarnica Višnjan               |
| 22717 -              | 1998 SF13    | 21 tháng 9 năm 1998  | Caussols                           | ODAS                                             |
| 22718 -              | 1998 SY15    | 16 tháng 9 năm 1998  | Kitt Peak                          | Spacewatch                                       |
| 22719 -              | 1998 SH25    | 22 tháng 9 năm 1998  | Anderson Mesa                      | LONEOS                                           |
| 22720 -              | 1998 SF49    | 24 tháng 9 năm 1998  | Đài thiên văn Zvjezdarnica Višnjan | Đài thiên văn Zvjezdarnica Višnjan               |
| 22721 -              | 1998 ST50    | 16 tháng 9 năm 1998  | Kitt Peak                          | Spacewatch                                       |
| 22722 -              | 1998 SE54    | 16 tháng 9 năm 1998  | Anderson Mesa                      | LONEOS                                           |
| 22723 Edlopez        | 1998 SS58    | 17 tháng 9 năm 1998  | Anderson Mesa                      | LONEOS                                           |
| 22724 Byatt          | 1998 SE59    | 17 tháng 9 năm 1998  | Anderson Mesa                      | LONEOS                                           |
| 22725 Drabble        | 1998 SN62    | 19 tháng 9 năm 1998  | Anderson Mesa                      | LONEOS                                           |
| 22726 -              | 1998 SZ72    | 21 tháng 9 năm 1998  | La Silla                           | E. W. Elst                                       |
| 22727 -              | 1998 SV82    | 16 tháng 9 năm 1998  | Socorro                            | LINEAR                                           |
| 22728 -              | 1998 SH106   | 16 tháng 9 năm 1998  | Socorro                            | LINEAR                                           |
| 22729 Anthennig      | 1998 SV110   | 16 tháng 9 năm 1998  | Socorro                            | LINEAR                                           |
| 22730 Jacobhurwitz   | 1998 SY118   | 16 tháng 9 năm 1998  | Socorro                            | LINEAR                                           |
| 22731 -              | 1998 SD122   | 16 tháng 9 năm 1998  | Socorro                            | LINEAR                                           |
| 22732 Jakpor         | 1998 SZ122   | 16 tháng 9 năm 1998  | Socorro                            | LINEAR                                           |
| 22733 -              | 1998 SN132   | 16 tháng 9 năm 1998  | Socorro                            | LINEAR                                           |
| 22734 Theojones      | 1998 SQ133   | 16 tháng 9 năm 1998  | Socorro                            | LINEAR                                           |
| 22735 -              | 1998 SZ134   | 16 tháng 9 năm 1998  | Socorro                            | LINEAR                                           |
| 22736 Kamitaki       | 1998 SM137   | 16 tháng 9 năm 1998  | Socorro                            | LINEAR                                           |
| 22737 -              | 1998 SY139   | 16 tháng 9 năm 1998  | Socorro                            | LINEAR                                           |
| 22738 -              | 1998 SL142   | 16 tháng 9 năm 1998  | Socorro                            | LINEAR                                           |
| 22739 -              | 1998 SA144   | 18 tháng 9 năm 1998  | La Silla                           | E. W. Elst                                       |
| 22740 Rayleigh       | 1998 SX146   | 20 tháng 9 năm 1998  | La Silla                           | E. W. Elst                                       |
| 22741 -              | 1998 SQ154   | 16 tháng 9 năm 1998  | Socorro                            | LINEAR                                           |
| 22742 -              | 1998 TX5     | 15 tháng 10 năm 1998 | Đài thiên văn Zvjezdarnica Višnjan | K. Korlević                                      |
| 22743                | 1998 TD18    | 13 tháng 10 năm 1998 | Xinglong                           | Chương trình tiểu hành tinh Bắc Kinh Schmidt CCD |
| 22744 Esterantonucci | 1998 TB34    | 14 tháng 10 năm 1998 | Anderson Mesa                      | LONEOS                                           |
| 22745 -              | 1998 TN34    | 14 tháng 10 năm 1998 | Anderson Mesa                      | LONEOS                                           |
| 22746 -              | 1998 UC7     | 22 tháng 10 năm 1998 | Đài thiên văn Zvjezdarnica Višnjan | K. Korlević                                      |
| 22747 -              | 1998 UD7     | 22 tháng 10 năm 1998 | Višnjan Observatory                | K. Korlević                                      |
| 22748                | 1998 UW8     | 17 tháng 10 năm 1998 | Xinglong                           | Chương trình tiểu hành tinh Bắc Kinh Schmidt CCD |
| 22749 -              | 1998 UF19    | 27 tháng 10 năm 1998 | Đài thiên văn Zvjezdarnica Višnjan | K. Korlević                                      |
| 22750 -              | 1998 US20    | 29 tháng 10 năm 1998 | Višnjan Observatory                | K. Korlević                                      |
| 22751 -              | 1998 UA27    | 18 tháng 10 năm 1998 | La Silla                           | E. W. Elst                                       |
| 22752 -              | 1998 VS34    | 15 tháng 11 năm 1998 | San Marcello                       | A. Boattini, M. Tombelli                         |
| 22753 -              | 1998 WT      | 16 tháng 11 năm 1998 | Socorro                            | LINEAR                                           |
| 22754 -              | 1998 WJ8     | 16 tháng 11 năm 1998 | Reedy Creek                        | J. Broughton                                     |
| 22755 -              | 1998 WO9     | 28 tháng 11 năm 1998 | Đài thiên văn Zvjezdarnica Višnjan | K. Korlević                                      |
| 22756 Manpreetkaur   | 1998 WA10    | 18 tháng 11 năm 1998 | Socorro                            | LINEAR                                           |
| 22757 Klimcak        | 1998 WF11    | 21 tháng 11 năm 1998 | Socorro                            | LINEAR                                           |
| 22758 Lemp           | 1998 WP18    | 21 tháng 11 năm 1998 | Socorro                            | LINEAR                                           |
| 22759 -              | 1998 XA4     | 11 tháng 12 năm 1998 | Oizumi                             | T. Kobayashi                                     |
| 22760 -              | 1998 XR4     | 12 tháng 12 năm 1998 | Oizumi                             | T. Kobayashi                                     |
| 22761 -              | 1998 YH4     | 16 tháng 12 năm 1998 | Woomera                            | F. B. Zoltowski                                  |
| 22762 -              | 1998 YM12    | 27 tháng 12 năm 1998 | Gekko                              | T. Kagawa                                        |
| 22763 -              | 1999 AW3     | 10 tháng 1 năm 1999  | Oizumi                             | T. Kobayashi                                     |
| 22764 -              | 1999 AX3     | 10 tháng 1 năm 1999  | Oizumi                             | T. Kobayashi                                     |
| 22765 -              | 1999 AR5     | 12 tháng 1 năm 1999  | Oizumi                             | T. Kobayashi                                     |
| 22766 -              | 1999 AE7     | 9 tháng 1 năm 1999   | Đài thiên văn Zvjezdarnica Višnjan | K. Korlević                                      |
| 22767 -              | 1999 AL21    | 14 tháng 1 năm 1999  | Višnjan Observatory                | K. Korlević                                      |
| 22768 -              | 1999 AU32    | 15 tháng 1 năm 1999  | Kitt Peak                          | Spacewatch                                       |
| 22769 Aurelianora    | 1999 BD4     | 19 tháng 1 năm 1999  | Gnosca                             | S. Sposetti                                      |
| 22770 -              | 1999 BR14    | 24 tháng 1 năm 1999  | Woomera                            | F. B. Zoltowski                                  |
| 22771 -              | 1999 CU3     | 10 tháng 2 năm 1999  | Socorro                            | LINEAR                                           |
| 22772 -              | 1999 CU17    | 10 tháng 2 năm 1999  | Socorro                            | LINEAR                                           |
| 22773 -              | 1999 CV17    | 10 tháng 2 năm 1999  | Socorro                            | LINEAR                                           |
| 22774 -              | 1999 CA19    | 10 tháng 2 năm 1999  | Socorro                            | LINEAR                                           |
| 22775 Jasonelloyd    | 1999 CV20    | 10 tháng 2 năm 1999  | Socorro                            | LINEAR                                           |
| 22776 Matossian      | 1999 CS24    | 10 tháng 2 năm 1999  | Socorro                            | LINEAR                                           |
| 22777 McAliley       | 1999 CU29    | 10 tháng 2 năm 1999  | Socorro                            | LINEAR                                           |
| 22778 -              | 1999 CN63    | 12 tháng 2 năm 1999  | Socorro                            | LINEAR                                           |
| 22779 -              | 1999 FU24    | 19 tháng 3 năm 1999  | Socorro                            | LINEAR                                           |
| 22780 McAlpine       | 1999 FS37    | 20 tháng 3 năm 1999  | Socorro                            | LINEAR                                           |
| 22781 -              | 1999 GN4     | 10 tháng 4 năm 1999  | Đài thiên văn Zvjezdarnica Višnjan | K. Korlević                                      |
| 22782 Kushalnaik     | 1999 GJ19    | 15 tháng 4 năm 1999  | Socorro                            | LINEAR                                           |
| 22783 Teng           | 1999 GT52    | 11 tháng 4 năm 1999  | Anderson Mesa                      | LONEOS                                           |
| 22784 Theresaoei     | 1999 JM43    | 10 tháng 5 năm 1999  | Socorro                            | LINEAR                                           |
| 22785 -              | 1999 JP62    | 10 tháng 5 năm 1999  | Socorro                            | LINEAR                                           |
| 22786 Willipete      | 1999 JY73    | 12 tháng 5 năm 1999  | Socorro                            | LINEAR                                           |
| 22787 -              | 1999 JL81    | 14 tháng 5 năm 1999  | Socorro                            | LINEAR                                           |
| 22788 von Steuben    | 1999 JA136   | 15 tháng 5 năm 1999  | Anderson Mesa                      | LONEOS                                           |
| 22789 -              | 1999 KA4     | 18 tháng 5 năm 1999  | Kitt Peak                          | Spacewatch                                       |
| 22790 -              | 1999 KP4     | 20 tháng 5 năm 1999  | Socorro                            | LINEAR                                           |
| 22791 Twarog         | 1999 LL7     | 14 tháng 6 năm 1999  | Farpoint                           | G. Bell                                          |
| 22792 -              | 1999 NU      | 7 tháng 7 năm 1999   | Đài thiên văn Zvjezdarnica Višnjan | K. Korlević                                      |
| 22793 -              | 1999 NW1     | 12 tháng 7 năm 1999  | Socorro                            | LINEAR                                           |
| 22794 Lindsayleona   | 1999 NH4     | 13 tháng 7 năm 1999  | Socorro                            | LINEAR                                           |
| 22795 -              | 1999 NX14    | 14 tháng 7 năm 1999  | Socorro                            | LINEAR                                           |
| 22796 -              | 1999 NH18    | 14 tháng 7 năm 1999  | Socorro                            | LINEAR                                           |
| 22797 -              | 1999 NO18    | 14 tháng 7 năm 1999  | Socorro                            | LINEAR                                           |
| 22798 -              | 1999 NU18    | 14 tháng 7 năm 1999  | Socorro                            | LINEAR                                           |
| 22799 -              | 1999 NH21    | 14 tháng 7 năm 1999  | Socorro                            | LINEAR                                           |
| 22800 -              | 1999 NY22    | 14 tháng 7 năm 1999  | Socorro                            | LINEAR                                           |